# ليغل هاي
ليغل هاي (باليابانية: リーガルハイ) (بالروماجي: LEGAL HIGH) مسلسل كوميدي محاماة ياباني من بطولة ساكاي ماساتو عرض على قناة تلفزيون فوجي اليابانية في 17 أبريل 2012 على موسمين.

## القصة
كوميكادو كينسكي محامي لامع يحب المال والنساء ودائماً ما يفوز بقضاياه حيث لم يخسر قضية واحدة بحياته. مايوزومي ماتشيكو محامية مبتدئة تحمل حساً عالياً بالعدالة لكن يصعب التعامل معها. تبدأ مايزومي بالعمل في شركة كوميكادو وبالرغم من انهما يختلفان ويتشاجران دائماً إلا انهما في قاعة المحكمة يعملان متحدان الجانب.

## الممثلون
- ساكاي ماساتو، بدور: كوميكادو كينسكي.
- يوي اراغاكي، بدور: مايوزومي ماتشيكو.

## نسب المشاهدة

### الموسم الأول
| 1                         | 2012-4-17 | 最高でもサイテーの弁護士 愛も法も嘘をつく!?                                  | 12.2% |
| 2                         | 4-24      | 著作権訴訟はカネになる!?                                                     | 12.1% |
| 3                         | 5-1       | 初恋かストーカーか? 号泣の恋愛裁判!?                                         | 11.2% |
| 4                         | 5-8       | 太陽を返せ! マンション裁判仁義なき戦い                                       | 12.3% |
| 5                         | 5-15      | 期限は7日! 金か命か!? 悪徳政治家を守れ                                       | 10.9% |
| 6                         | 5-22      | DV? 二股? 流血の離婚裁判 刺客は元妻                                          | 11.6% |
| 7                         | 5-29      | 骨肉の相続争い! 醤油一族に潜む秘密と嘘                                       | 14.2% |
| 8                         | 6-5       | 親権を奪え! 天才子役と母の縁切り裁判                                         | 14.5% |
| 9                         | 6-12      | 恩讐の村人よ…美しき故郷を取り戻せ!!                                          | 12.8% |
| 10                        | 6-19      | 破産か5億か!? さらば誇り高き絆の里                                           | 12.0% |
| 11                        | 6-26      | 内部告発者を不当解雇から救え!! 最強の弁護士がついに敗北!? 真実は常に喜劇だ!! | 13.4% |
| متوسط نسبة المشاهدة 12.5% |           |                                                                              |       |

### الحلقة الخاصة الأولى
| تاريخ البث | عنوان الحلقة                                                                                             | نسبة المشاهدة |
| ---------- | --- | ------------- |
| 2013-4-13  | 大人気法廷コメディ完全新作 慰謝料1億円で学校を訴えろ!! 闇の首謀者と微笑の女教師…隠された真実と裁判長の闇 | 13.5%         |

### الموسم الثاني
| 1                         | 2013-10-9 | 完全復活・古美門研介! すべては依頼人のために無敗の弁護士が非道の悪人に立ち向かう! | 21.2% |
| 2                         | 10-16     | 逆ギレ天才起業家〜"つぶやいたら"名誉毀損?                                         | 16.8% |
| 3                         | 10-23     | 顔か? 心か? どちらを選ぶ? 前代未聞の整形裁判                                      | 18.5% |
| 4                         | 10-30     | お隣り付き合いは蜜の味!? 嫉妬渦巻く隣人裁判!!                                     | 18.3% |
| 5                         | 11-6      | 権利は誰のもの? 窓際社員のキャラクター裁判!!                                      | 18.3% |
| 6                         | 11-13     | 新しい愛の形か重婚か!? 訴えられた妻は夫が3人                                      | 17.7% |
| 7                         | 11-20     | 天才か暴君か!? 世界的アニメ監督パワハラ裁判!!                                     | 17.7% |
| 8                         | 11-27     | 世界に誇る自然遺産を守れ!! 住民訴訟驚きの真実                                     | 16.2% |
| 9                         | 12-11     | ついに最高裁! 例え全国民が敵でも必ず命を救う                                      | 18.3% |
| 10                        | 12-18     | 二転三転する最後の法廷!! 執念で救え依頼人!! 真実は悲劇か喜劇か!?                  | 18.9% |
| متوسط نسبة المشاهدة 18.4% |           |                                                                                   |       |

### الحلقة الخاصة الثانية
| تاريخ البث | عنوان الحلقة                                                                                               | نسبة المشاهدة |
| ---------- | --- | ------------- |
| 2014-11-22 | 大人気法廷ドラマ完全新作!! 大病院で起きた突然死 隠された医療ミス!?…愛憎が渦巻く白い巨塔 崖っぷち裁判の行方 | 15.1%         |

## جوائز
- جائزة أفضل دراما في مهرجان الدراما الدولي في طوكيو 2012

## روابط خارجية
- ليغل هاي على موقع IMDb (الإنجليزية)
- ليغل هاي على موقع كينوبويسك (الروسية)
- ليغل هاي على موقع قاعدة بيانات الفيلم (الإنجليزية)